# Хаймбах (Наэ)
Хаймбах (нем. Heimbach) — община в Германии, в земле Рейнланд-Пфальц.
Входит в состав района Биркенфельд. Подчиняется управлению Баумхольдер. Население составляет 1087 человек (на 31 декабря 2010 года). Занимает площадь 6,78 км².

## Население
| Год  | Численность | Численность |
| ---- | ----------- | ----------- |
| 1975 | 1615        | [ 4 ]       |
| 2017 | 1022        | [ 1 ]       |
| 2019 | 1030        | [ 5 ]       |
| 2021 | 1040        | [ 6 ]       |
| 2022 | 1022        | [ 7 ]       |
| 2023 | 1010        | [ 2 ]       |